# سائوری میازاکی
سائوری میازاکی (انگلیسی: Saori Miyazaki؛ زادهٔ ۲۷ اوت ۱۹۹۵) بازیکن بسکتبال اهل ژاپن است.
وی در مسابقات کشوری و بین‌المللی در مجموع برندهٔ ۱ مدال نقره شده‌است.